# 1932 na ciência

## Nascimentos
| Data            | Nome                     | Profissão                                  | Nacionalidade               | Observações | Ref                     |
| --------------- | ------------------------ | ------------------------------------------ | --------------------------- | --- | ----------------------- |
| 18 de janeiro   | Robert Anton Wilson      | escritor e filósofo                        | Estados Unidos              | m.2007 |                         |
| 22 de janeiro   | Mancur Olson             | economista e cientista social              | Estados Unidos              | m. 1988 |                         |
| 19 de fevereiro | Joseph Kerwin            | astronauta, médico e cientista             | Estados Unidos              | |                         |
| 21 de março     | Walter Gilbert           | físico e bioquímico                        | Estados Unidos              | Nobel da Química 1980 Prémio Albert Lasker de Pesquisa Médica Básica 1979                                           | [ 1 ] [ 2 ]             |
| 25 de abril     | Nikolai Kardashev        | astrofísico                                | União Soviética             | |                         |
| 26 de abril     | Michael Smith            | químico                                    | Canadá                      | m. 2000 Nobel da Química 1993                                                                                       | [ 1 ]                   |
| 6 de maio       | Álvaro Macieira-Coelho   | cientista                                  | Portugal                    | Prémio Seed of Science (carreira)                                                                                   | [ 3 ]                   |
| 18 de junho     | Dudley Robert Herschbach | químico                                    | Estados Unidos              | Nobel da Química 1986                                                                                               | [ 1 ]                   |
| 3 de julho      | Eunice Ribeiro Durham    | antropóloga e cientista política           | Brasil                      | |                         |
| 11 de outubro   | Dana Scott               | matemático, lógico, informático e filósofo | Estados Unidos              | Prémio Turing 1977                                                                                                  | [ 4 ]                   |
| 13 de outubro   | John Griggs Thompson     | matemático                                 | Estados Unidos              | Medalha Fields 1970 Medalha Sylvester 1985 Prémio Abel 2008 Prêmio Cole Álgebra 1965 Prémio Wolf de Matemática 1992 | [ 5 ] [ 6 ] [ 7 ] [ 8 ] |
| 24 de outubro   | Pierre-Gilles de Gennes  | físico                                     | Terceira República Francesa | m. 2007 Nobel da Física 1991 Medalha Lorentz 1990 Prémio Wolf de Física 1990                                        | [ 9 ] [ 10 ] [ 11 ]     |
| 2 de novembro   | Melvin Schwartz          | físico                                     | Estados Unidos              | m. 2006 Nobel da Física 1988                                                                                        | [ 9 ]                   |
| 6 de novembro   | François Englert         | físico                                     | Bélgica                     | |                         |
| 24 de novembro  | Claudio Naranjo          | psiquiátra                                 | Chile                       | |                         |
| 5 de dezembro   | Sheldon Lee Glashow      | físico                                     | Estados Unidos              | Nobel da Física 1979                                                                                                | [ 9 ]                   |
| 8 de dezembro   | Ubiratan D'Ambrósio      | matemático                                 | Brasil                      | |                         |
| ??              | Ruy Mauro Marini         | cientista social                           | Brasil                      | m. 1997 |                         |
| ??              | Dana Scott               | matemático, lógico, informático e filósofo | Estados Unidos              | |                         |
| ??              | Frances Allen            | cientista de computação                    | Estados Unidos              | Prémio Turing 2006                                                                                                  | [ 4 ]                   |

## Mortes
| Data            | Nome                          | Profissão              | Nacionalidade                              | Observações                                                                             | Ref    |
| --------------- | ----------------------------- | ---------------------- | ------------------------------------------ | --------------------------------------------------------------------------------------- | ------ |
| 3 de janeiro    | Johan Herman Lie Vogt         | geólogo e petrologista | Noruega                                    | n. 1858 Medalha Wollaston 1932                                                          | [ 12 ] |
| 9 de janeiro    | Octávio Vecchi                | engenheiro agrônomo    | Reino Unido de Portugal, Brasil e Algarves | n. 1878                                                                                 |        |
| 13 de fevereiro | Cristóvão Buarque de Hollanda | farmacêutico           | Brasil                                     | n. 1864                                                                                 |        |
| 21 de fevereiro | James Mercer                  | matemático             | Reino Unido da Grã-Bretanha e Irlanda      | n. 1883                                                                                 |        |
| 18 de março     | Friedrich Schur               | matemático             | Alemanha                                   | n. 1856 Medalha Lobachevsky 1912                                                        | [ 13 ] |
| 3 de abril      | Wilhelm Ostwald               | químico e filósofo     | Alemanha                                   | n. 1853 Nobel da Química 1909                                                           | [ 1 ]  |
| 10 de abril     | Jean François Heymans         | médico e investigador  | Bélgica                                    | n. 1859 Prémio Alvarenga, de Piauhy (1892-1893), (1893-1894), (1894-1895) e (1895-1896) | [ 14 ] |
| 20 de abril     | Giuseppe Peano                | matemático             | Itália                                     | n. 1858                                                                                 |        |
| 2 de maio       | Juliano Moreira               | médico                 | Brasil                                     | n. 1873                                                                                 |        |
| 2 de junho      | John Walter Gregory           | geólogo e explorador   | Reino Unido da Grã-Bretanha e Irlanda      | n. 1864 Medalha Bigsby 1905                                                             | [ 15 ] |
| 29 de junho     | George Frederick Kunz         | mineralogista          | Estados Unidos                             | n. 1856                                                                                 |        |
| 23 de julho     | Alberto Santos Dumont         | inventor               | Brasil                                     | n. 1873                                                                                 |        |
| 27 de outubro   | Henry Ogg Forbes              | botânico e ornitólogo  | Reino Unido da Grã-Bretanha e Irlanda      | n. 1851                                                                                 |        |
| 29 de outubro   | Joseph Babinski               | neurologista           | Segundo Império Francês                    | n. 1857                                                                                 |        |

## Prémios

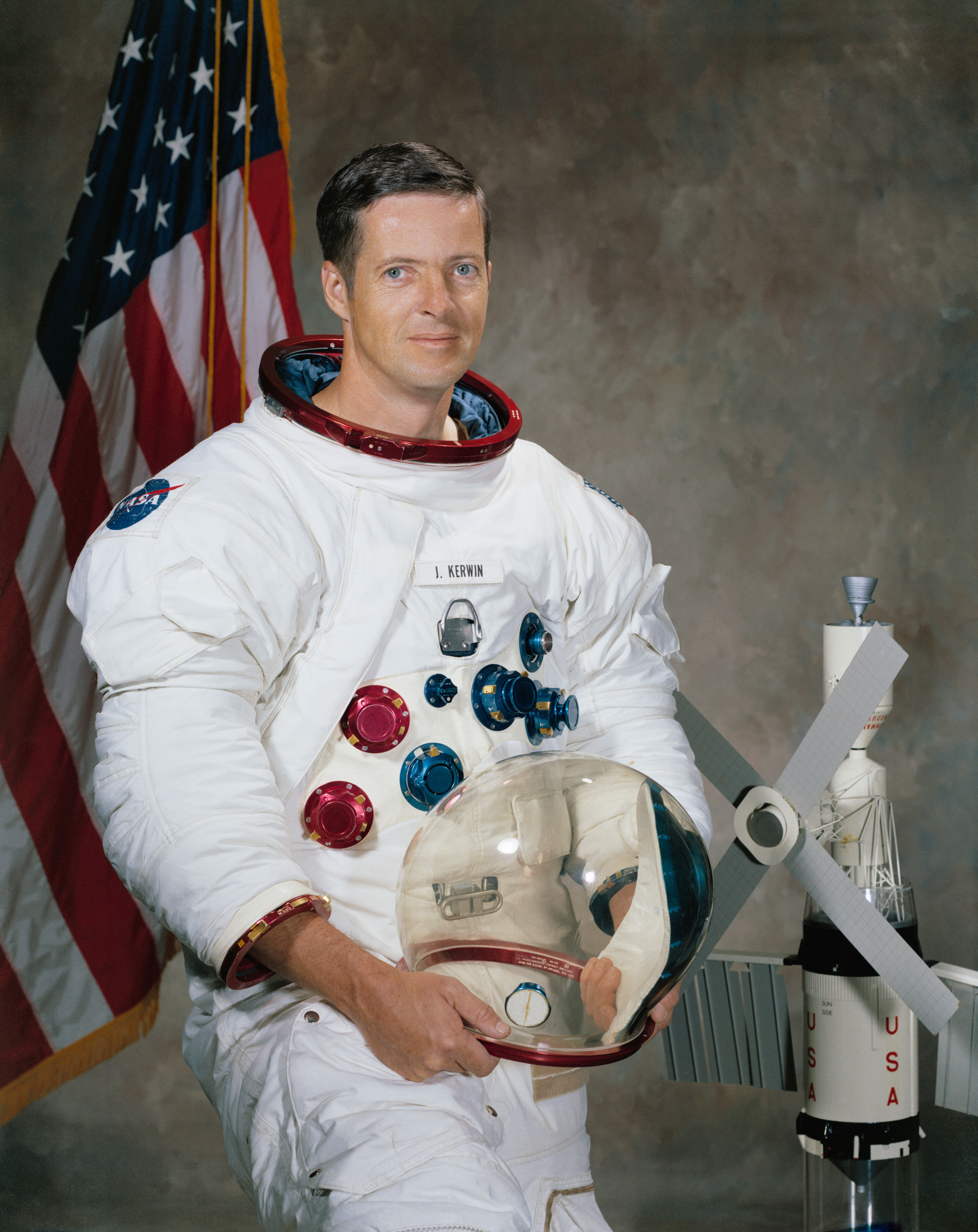
Joseph Kerwin (1932 -)

### Medalha Bruce
- John S. Plaskett[16]

### Medalha Copley
- George Ellery Hale[17]

### Medalha Davy
- Richard Willstatter[18]

### Medalha Hughes
- James Chadwick[19]

### Medalha Penrose
- Edward Oscar Ulrich[20]

### Medalha Real
- Edward Mellanby[21] e Robert Robinson[21]

### Medalha Rumford
- Fritz Haber[22]

### Prémio Nobel
- Física - Werner Karl Heisenberg[9].
- Química - Irving Langmuir[1].
- Medicina - Sir Charles Scott Sherrington[23], Edgar Douglas Adrian[23].